# Aquaman (filme)
Aquaman (bra/prt: Aquaman) é um filme de super-herói estadunidense de 2018, baseado no personagem homônimo da DC Comics, distribuído pela Warner Bros. Pictures, sendo o sexto filme do Universo Estendido DC. O filme é dirigido por James Wan, com um roteiro de Will Beall e David Leslie, a partir de uma história de Wan, Johns e Beall. O elenco é composto por Jason Momoa, Amber Heard, Williem Dafoe, Patrick Wilson, Dolph Lundgren, Yahya Abdul-Mateen II, Ludi Lin, Temuera Morrison e Nicole Kidman. Na produção, Arthur, meio-humano/meio-atlante tem que impedir seu irmão "Orm", que deseja se tornar o Mestre dos Oceanos e atacar a superfície. Ao lado de Mera tem que recuperar o tridente perdido de Atlan.
A pré-estreia ocorreu em 12 de dezembro em Los Angeles. O filme foi lançado em 3D e IMAX em 21 de dezembro de 2018 nos EUA e 13 de dezembro no Brasil. Aquaman foi um sucesso de bilheteria, sendo o primeiro do DCEU a gerar US$1 bilhão, e o terceiro da DC Comics, a ultrapassar a marca, superando The Dark Knight Rises. Recebeu críticas positivas dos críticos, que elogiaram a atuação de Momoa, Heard e Wilson, os efeitos visuais, e o tom; porém foi criticado por alguns diálogos e a duração. Atualmente é a 23ª maior bilheteria de todos os tempos.
Uma sequência, intitulada Aquaman 2: O Reino Perdido, foi lançada em 20 de dezembro de 2023, sendo o último filme do DCEU.

## Sinopse
Em 1985, no Maine, o faroleiro Thomas Curry resgata Atlanna (Nicole Kidman), rainha do reino subaquático da Atlântida, durante uma tempestade. Eles se apaixonam e têm um filho chamado Arthur, que tem o poder de se comunicar com as criaturas marinhas. Quando soldados atlantes enviados pelo rei Orvax (o governante da Atlântida) chegam para Atlanna, que fugiu de seu casamento arranjado, ela é forçada a deixar sua família para protegê-los de seu povo. Ela promete retornar quando for seguro e volta para Atlântida, confiando a seu conselheiro, Nuidis Vulko, para treinar Arthur. Tornando-se um guerreiro habilidoso, Arthur rejeita Atlântida ao saber que Atlanna foi executada por Orvax por amar um humano e pelo nascimento ilegítimo de Arthur.
No presente, Arthur tornou-se conhecido como o metahumano apelidado de “Aquaman” pelo público. Um ano após os acontecimentos de Liga da Justiça,  Arthur confronta piratas que sequestram o submarino russo Stalnoivolk, da classe Akula, onde matam o capitão e alguns tripulantes. O líder dos piratas, Jesse Kane (Michael Beach), é morto preso em um torpedo, levando seu filho David (Yahya Abdul-Mateen II) a jurar vingança contra Arthur, depois que ele se recusou a ajudar a salvar Jesse em retaliação pelo assassinato de pessoas inocentes, no fim, Arthur consegue resgatar os tripulantes sobreviventes. O rei Orm Marius (Patrick Wilson), filho de Orvax (agora o novo governante da Atlântida) e meio-irmão mais novo de Arthur, convence o rei Nereus de Xebel a ajudar a unir a Atlântida e destruir o mundo da superfície por poluir os oceanos. Se Rei Orm unir todos os quatro reinos, ele receberá o título de Ocean Master , comandante da força mais poderosa da Terra. Eles são emboscados por um submarino, fazendo com que Orm se sinta obrigado a enviar um tsunami .
A filha de Nereus, Mera, noiva de Orm, se recusa a ajudá-los e pede a ajuda de Arthur e Arthur a acompanha até Atlântida depois que o tsunami de Orm quase mata seu pai. Vulko o incentiva a encontrar o Tridente de Atlan, um poderoso artefato do primeiro governante da Atlântida, para recuperar seu legítimo lugar como rei. Eles são emboscados pelos homens de Orm e Arthur é capturado. Orm o culpa pela morte de Atlanna e quase o mata em um duelo antes de Mera resgatá-lo. Arthur e Mera viajam para o Reino dos Desertores, escondido sob o Saara , onde o tridente foi forjado, e desbloqueiam uma mensagem holográfica que os leva à Sicília, onde recuperam as coordenadas do tridente.
Orm dá a David um traje de batalha atlante para matar Arthur, aprisiona Vulko e coage o Reino dos Pescadores a jurar lealdade a ele matando seu rei. É revelado que Orm contratou David e Jesse para sequestrar o submarino russo e ganhar o apoio de Nereus. Rebatizando-se como " Arraia Negra ", David luta contra Arthur, mas Arthur o derrota. Arthur e Mera afastam monstros anfíbios da Trincheira, e um buraco de minhoca os transporta para um mar desconhecido no centro da Terra. Eles se reencontram com Atlanna, que conseguiu sobreviver e escapar para um mar desconhecido, mas não conseguiu encontrar o caminho de volta.
Arthur enfrenta Karathen, um monstro marinho mítico e guardião do tridente, e recupera o tridente, que lhe concede o controle sobre os sete mares. Orm lidera seu exército contra o Reino da Salmoura para se declarar Mestre do Oceano, enquanto Arthur, por sua vez, lidera um exército de criaturas marinhas contra ele. Os seguidores de Orm consideram Arthur o verdadeiro rei ao saberem que ele empunha o tridente de Atlan. Arthur poupa a vida de Orm após vencê-lo em um duelo, e Orm aceita sua prisão após descobrir que Arthur resgatou sua mãe. Atlanna se reúne com Thomas, enquanto Arthur sobe ao trono. Em uma cena no meio dos créditos, Manta é resgatado pelo Dr. Stephen Shin, um cientista marinho e teórico da conspiração obcecado pela Atlântida, e concorda em levar Shin até lá em troca de ajuda em sua vingança contra Arthur, jogando um pino em uma notícia de jornal que retratava o resgate do submarino Stalnoivolk realizado por Aquaman.

## Elenco

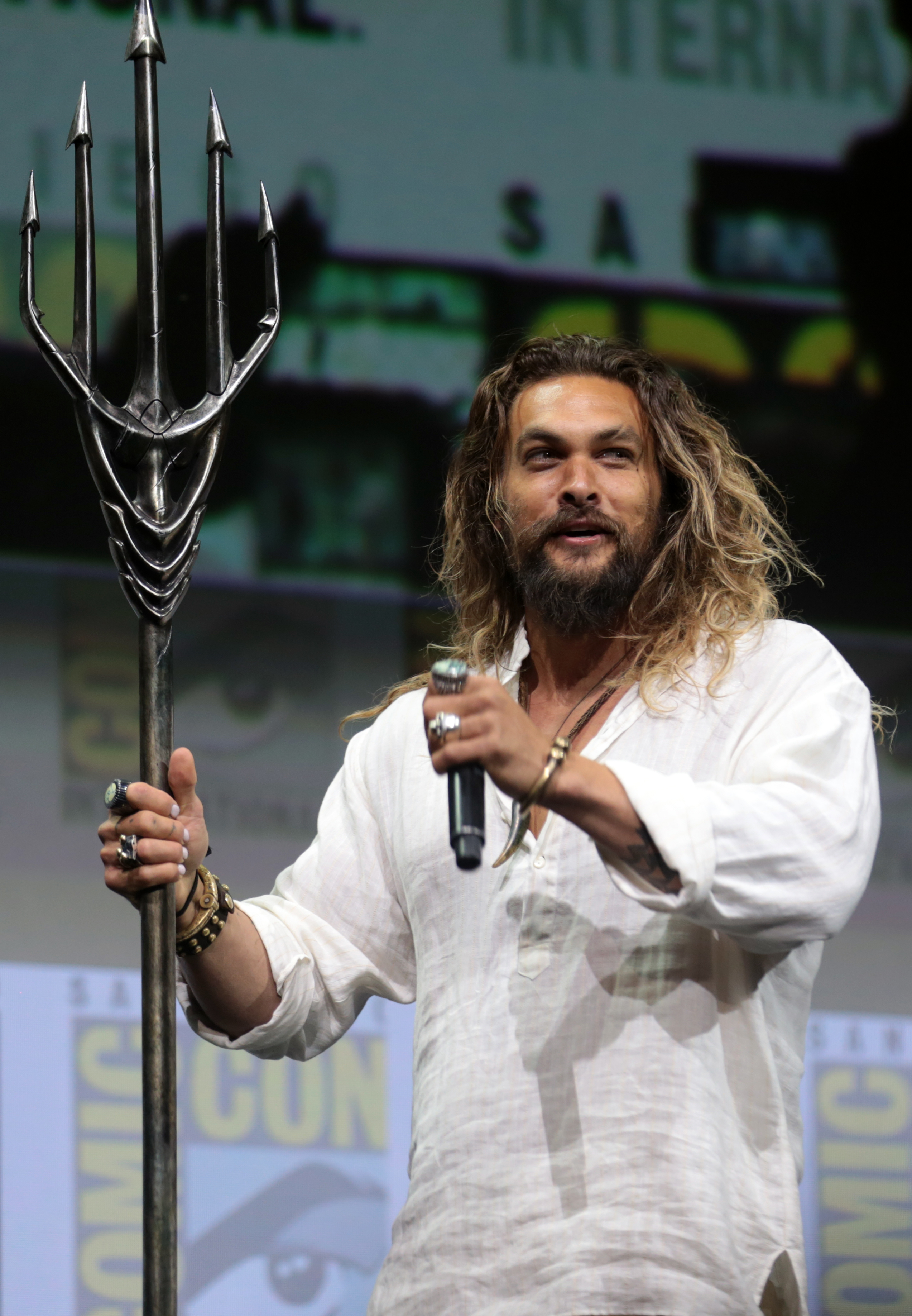
Jason Momoa na San Diego Comic-Con International 2017

- Jason Momoa como Arthur Curry / Aquaman: Um híbrido meio-humano/meio-atlante, que está destinado à ser o rei da nação submarina de Atlântida, com a capacidade de manipular as marés do oceano, se comunicar com outras vidas aquáticas e nadar em velocidades supersônicas. Otis Dhanji interpreta o jovem Arthur Curry.[5]
- Amber Heard como Mera: A princesa de Xebel e interesse amoroso de Arthur. Mera possui poderes hidrocinéticos e telepáticos que lhe permitem controlar seu ambiente aquático e se comunicar com outros Atlantes.[6]
- Willem Dafoe como Nuidis Vulko: Conselheiro científico principal de Atlântida. Para fazer as cenas de flashback de Arthur e Vulko, Dafoe teve que ser rejuvenescido em CGI.
- Patrick Wilson como Orm Marius/Mestre do Oceano: O meio irmão de Arthur e o rei de Atlântida, que trama uma invasão à surperficie para destruir a raça humana. Wilson também teve um papel 'cameo' em Batman v Superman fonecendo a voz do presidente dos EUA.
- Dolph Lundgren como Nereus: O rei da nação submarina de Xebel, terra natal de Mera.[7]
- Yahya Abdul-Mateen II como David Kane / Arraia Negra: Um implacável caçador de tesouros e mercenário que quer vingança contra Arthur pela morte de seu pai.
- Ludi Lin como Murk: O líder dos Homens-de-Guerra, o exército de linha de frente de Atlântida.
- Temuera Morrison como Thomas Curry: Um faroleiro e pai de Aquaman.
- Nicole Kidman como Atlanna: A mãe de Arthur Curry e ex-rainha de Atlântida.[8]

Randall Park, Djimon Hounsou, Michael Beach, Graham McTavish e Kyryl Koltsov interpretam, respectivamente, Dr. Stephen Shin, um cientista especializado em estudo submarino, que quer provar ao mundo a existência de Atlântida; Rei Fisherman, um dos marqueses dos sete mares de Atlântida; Jesse, o pai do Arraia Negra, Rei Atlan, o primeiro rei de Atlantida e dono do tridente mais poderoso de todos, e um marinheiro russo que se surpreende com a chegada de Aquaman.

## Produção

### Desenvolvimento
Em 2004, foi reportado que a Sunrise Entertainment de Alan e Peter Riche planejavam trazer Aquaman para a tela grande para a Warner Bros. com Ben Grant, roteirista pela primeira vez, escrevendo o roteiro. No entanto, o projeto não foi para frente. Em julho de 2009, foi relatado que Aquaman estava em desenvolvimento na Appian Way de Leonardo DiCaprio, porém esse projeto também nunca foi para frente. Com o lançamento de Man of Steel em junho de 2013, foi dito que tanto Aquaman quanto Mulher Maravilha estavam nos planos da Warner para próximos filmes solos. O diretor criativo da DC Entertainment, Geoff Johns, disse que Aquaman era um personagem prioritário da empresa.
Foi anunciado em 12 de agosto de 2014 que a Warner Bros tinha contratado os roteiristas Will Beall e Kurt Johnstad para escreverem dois roteiros separados para um filme do Aquaman. O filme estava sendo desenvolvido em dois caminhos, o que significa que dois roteiros seriam escritos, um por Beall e um por Johnstad, mas apenas a melhor versão iria avançar. Em 10 de abril de 2015, foi reportado que James Wan estava sendo o favorito para dirigir o filme. Em junho de 2015, Wan foi confirmado para dirigir o filme e ignorar o roteiro de Kurt Johnstad. Em 12 de novembro de 2015, David Leslie Johnson foi contratado para escrever o roteiro, porém não estava claro se ele estaria escrevendo um roteiro separado ou trabalhando com Wan. Wan também afirmou que ele escolheu dirigir Aquaman ao invés de The Flash. Foi então revelado que os planos dos roteiros anteriores tinham sido abandonados e que Wan e Johns resolveram avançar com um novo roteiro escrito por Beall. A pré-produção começou na Austrália no final de novembro de 2016.

### Filmagens
As filmagens começaram na Austrália em 2 de maio de 2017, sob o título de produção Ahab, e foram concluídas em 20 de outubro de 2017, conforme anúncio de Jason Momoa em sua conta no Instagram. A maior parte do filme será filmada no Village Roadshow Studios em Gold Coast, Queensland. As filmagens também terão lugar na Terra Nova, Sicília e Tunísia. Don Burgess, que anteriormente trabalhou com Wan em The Conjuring 2, servirá como diretor de fotografia de Aquaman.

## Trilha sonora
1. Everything I Need (Film Version) – Skylar Grey
2. Arthur
3. Kingdom of Atlantis
4. It Wasn't Meant to Be
5. Atlantean Soldiers
6. What Does That Even Mean?
7. The Legend of Atlan
8. Swimming Lessons
9. The Black Manta
10. What Could Be Greater Than a King?
11. Suited and Booted
12. Permission to Come Aboard
13. Between Land and Sea
14. He Commands the Sea
15. Map in a Bottle
16. The Ring of Fire
17. Reunited
18. Everything I Need – Skylar Grey
19. Ocean to Ocean (feat. Rhea) – Pitbull
20. Trench Engaged (From Kingdom of the Trench) – Joseph Bishara

## Lançamento
Aquaman estreiou em 3D e IMAX em 21 de dezembro de 2018 nos EUA, no Brasil e em Portugal, o lançamento foi em 13 de Dezembro, 8 dias antes do lançamento mundial, pela Warner Bros. Pictures. Anteriormente, teve datas de lançamento de 5 de outubro de 2018 e 27 de julho de 2018.

## Recepção

### Bilheteria
Na China o filme teve uma abertura de US$ 93,6 milhões nos primeiros dias de exibição. Os valores superam bastante a expectativa, que era de que o filme arrecadasse US$ 80 milhões no seu primeiro final de semana. De acordo com o Box Office Mojo, o longa-metragem já totalizava mais de US$ 107 milhões de arrecadação no país, superando em apenas quatro dias tudo o que Liga da Justiça havia conseguido em meses enquanto esteve em cartaz na China, cerca de US$ 106 milhões em arrecadação. No dia 21 de Dezembro Aquaman já se tornava a maior bilheteria da história da Warner Bros na China, a informação foi compartilhada pelo próprio estúdio, por meio de um comunicado, a produção já contabilizava impressionantes US$209,5 milhões só no país, quebrando todos os recordes de seus demais filmes. Em se tratando de arrecadação internacional global, o longa já havia faturado até o dia 21 de Dezembro US$ 332,1 milhões, superando com tranquilidade seu orçamento
O filme teve estreia nos Estados Unidos com US$67,4 milhões, elevando seu total doméstico para US$72,1 milhões até o momento em que a corrida de véspera de Natal se aproximava, no mercado internacional, 'Aquaman' arrecadou US$91,3 milhões, elevando seus números no exterior para US$410,7 milhões, combinado com os números dos EUA, soma se em US$482,8 milhões. Com a arrecadação do final de semana de natal, o filme alcançou o valor de US$500 milhões em sua bilheteria mundial, após apenas duas semanas em cartaz, US$11,2 milhões nos Estados Unidos na segunda-feira, véspera de natal, o que alavancou sua bilheteria doméstica para US$90 milhões. Somado aos US$420 milhões que o filme já levantou pelo mundo (em alguns países, a exemplo do Brasil, o longa estreou no dia 12 de dezembro), o valor total de arrecadação chega aos US$510 milhões.
No dia 27 de dezembro de 2018 - Apesar de ter registrado uma abertura amarga de US$67 milhões se comparado aos US$103 milhões que o blockbuster de Mulher-Maravilha obteve no primeiro fim de semana, Aquaman aparenta estar começando a reagir quanto ao público nos Estados Unidos; na primeira quarta-feira em cartaz, o filme registrou uma incrível marca de US$16 milhões arrecadados, enquanto Mulher-Maravilha registrava também na primeira quarta-feira uma marca de US$9 milhões. É provável que essa diferença entre ambos os filmes se deve ao feriado natalino que favoreceu Aquaman, mas vale lembrar que o filme da Princesa de Themyscira foi um grande sucesso em solo estadunidense, e não temos dúvidas que o Rei dos Mares também caminha para o sucesso em casa. O Filme arrecadou US$335.061.807.
Na China, segundo maior mercado cinematográfico do mundo, com Aquaman não foi diferente, o filme arrecadou no total US$291 milhões, Vingadores: Era de Ultron(2015) arrecadou ao todo $240 milhões com cinco semanas em cartaz na China. No Brasil, o filme teve uma abertura de US$7,2 milhões, mas na segunda semana já contabilizava um total de quaseUS$17 milhões(65 milhões de reais). No Reino Unido a abertura foi razoável, obtendo $6,5 milhões, sem mais atualizações sobre a segunda semana.
O longa bateu oficialmente a marca de US$1 bilhão no mundo todo no dia 12 de Janeiro de 2019.
Aquaman superou Homem de Ferro 3 (2013) no mercado internacional, US$813,1 Milhões contra os US$805,7 Milhões de Homem de Ferrro 3, assim Aquaman é o Maior filme solo de super heróis fora dos EUA. No Mundo todo Aquaman faturou US$ 1.148,161,807 em Bilheteria Mundial. sendo 335.061.807, nos EUA e 813.100.000 internacionalmente.

### Crítica
O longa obteve uma recepção mista da crítica profissional, no site Rotten Tomatoes detém 66% de aprovação com base em 383 avaliações e um metascore de 55 no metacritic por 50 reviews.

## Principais prêmios e indicações
| Premiação           | Indicação                   | Receptor | Resultado |
| ------------------- | --------------------------- | --- | --------- |
| Carburador de Prata | Melhor Filme de Água        | Aquaman | Venceu    |
| Kids' Choice Awards | Favorite Movie              | Aquaman | Pendente  |
| Kids' Choice Awards | Favorite Movie Actor        | Jason Momoa | Pendente  |
| Kids' Choice Awards | Favorite Superhero          | Aquaman | Pendente  |
| Golden Hero Awards  | Melhor Filme                | Aquaman | Indicado  |
| Golden Hero Awards  | Melhor Diretor              | James Wan | Venceu    |
| Golden Hero Awards  | Melhor Ator                 | Jason Momoa | Indicado  |
| Golden Hero Awards  | Melhor Atriz                | Amber Heard | Indicado  |
| Golden Hero Awards  | Melhor Ator Coadjuvante     | Patrick Wilson | Indicado  |
| Golden Hero Awards  | Melhor Atriz Coadjuvante    | Nicole Kidman | Venceu    |
| Golden Hero Awards  | Melhor Elenco               | Jason Momoa, Amber Heard, Nicole Kidman, Yahya Abdul-Matheen II, Patrick Wilson, Djimon Hounsou, Temuera Morrison, Willem Dafoe & Dolph Lundgren | Indicado  |
| Golden Hero Awards  | Melhor Roteiro              | David Leslie Johnson-McGoldrick e Will Beall (Roteiro) Geoff Johns, James Wan & Will Beall (História)                                            | Indicado  |
| Golden Hero Awards  | Melhor Fotografia           | Don Burguess | Venceu    |
| Golden Hero Awards  | Melhor Montagem             | Kirk M. Morri | Indicado  |
| Golden Hero Awards  | Melhor Figurino             | Kym Barrett | Indicado  |
| Golden Hero Awards  | Melhor Maquiagem e Penteado | Aquaman | Indicado  |
| Golden Hero Awards  | Melhores Efeitos Visuais    | Aquaman | Venceu    |
| Golden Hero Awards  | Melhor Trilha Sonora        | Rupert Gregson-Williams | Indicado  |
| Golden Hero Awards  | Melhor Canção Original      | "Everything I Need" - Skylar Grey | Indicado  |

## Sequência
Em outubro de 2018, James Wan afirmou que o primeiro filme intencionalmente deixa espaço para um acompanhamento, e Jason Momoa revelou que ele lançou uma ideia para a sequela da Warner Bros. através de Emmerich e produtor Peter Safran, que eram receptivos, as altas vendas de ingressos pré-lançamento e recepção positiva para o filme convenceram a Warner Bros começar a trabalhar em uma sequência. Nas semanas seguintes do lançamento do longa nos Estados Unidos, a Warner anunciou que já está trabalhando na sequência, David Leslie Johnson-McGoldrick, roteirista de The Walking dead, ira redigir o roteiro da sequência, que ainda conta com o retorno de Jason Momoa e Amber Heard. James Wan ainda não confirmou seu retorno, dizendo que só voltará para direção caso “O roteiro faça jus ao herói”.
Em 27 de Fevereiro de 2019, Aquaman and the Lost Kingdom ganhou sua data de estreia, a vindoura sequência do filme de 2018 chega em 2023.